# Waltringhausen (Bad Nenndorf)
Waltringhausen ist ein Ortsteil der Stadt Bad Nenndorf in der Samtgemeinde Nenndorf im Landkreis Schaumburg in Niedersachsen.

## Geografie
Waltringhausen liegt etwa zwei Kilometer östlich von Bad Nenndorf. Der Ort an dem von Minden in Richtung Hannover verlaufender Zweig des in West-Ost-Richtung verlaufenden Helwegs entstand in der frühmittelalterlichen  Rodungs- und Siedlungsperiode entlang des Radbachs am Rand des sich nach Norden bis zum Steinhuder Meer erstreckenden Dülwalds.
Der Ort Waltringhausen liegt auf einem Hang am nördlichen Ende des Deisters. Zwischen den nördlichen und südlichen Ende der Bebauung beträgt der Höhenunterschied etwa 25 Meter.

## Geschichte

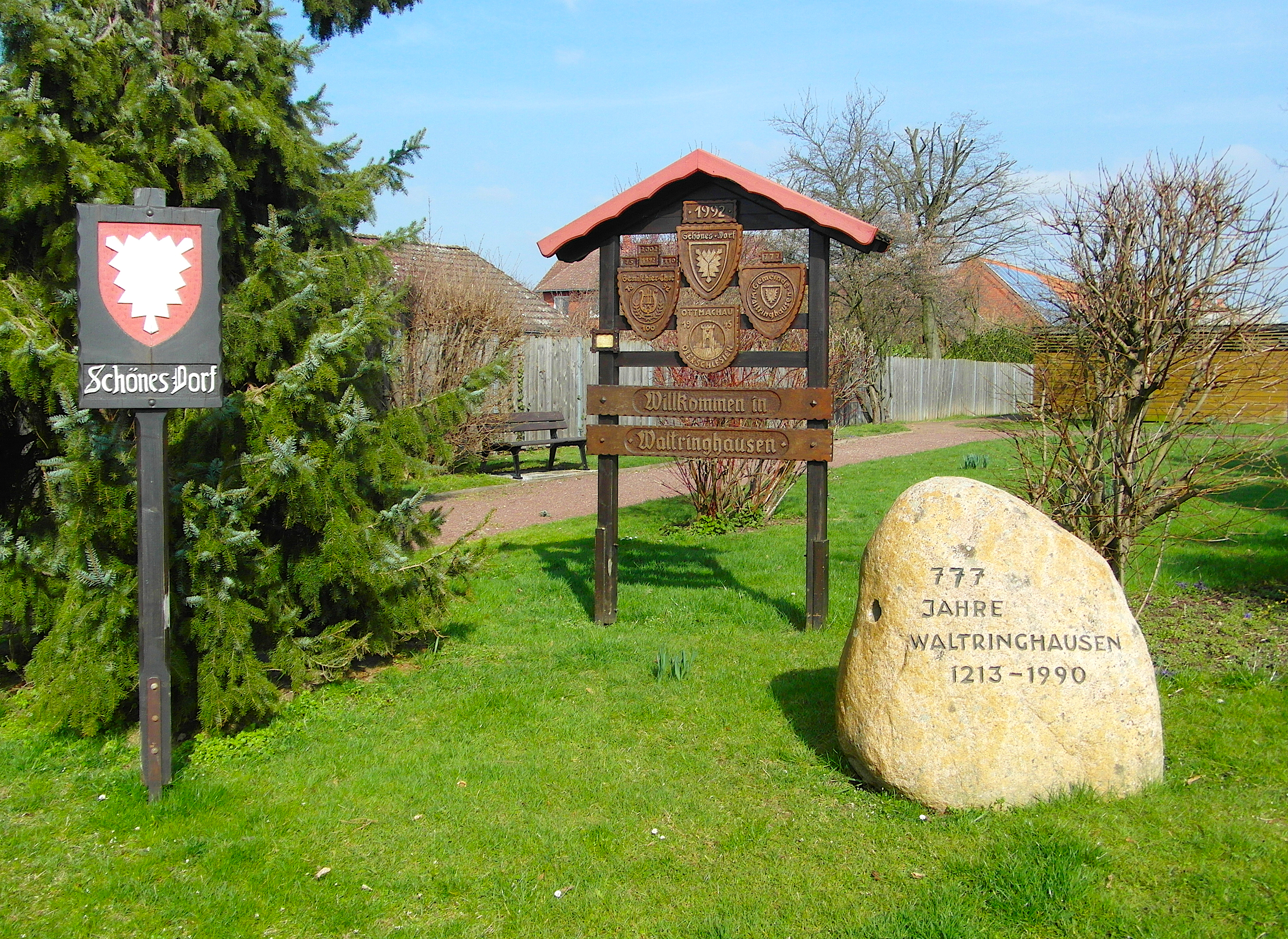
Gedenkstein der 777-Jahr-Feier

Frühe Erwähnungen nennen den Ort 1055–1080 Weltringehusen, 1171 Waltrinkehusen, 1213 Waltherynhusen und 1225–1228 Waltherighusen.
Im Jahr 1990 wurde die erste urkundliche Erwähnung im Jahr 1213 gefeiert.
Der etwa zwei Kilometer nördlich gelegene Ort Riehe wurde 1582 als Ortsteil „up der rie“ von Waltringhausen ersterwähnt.
Waltringhausen lag im Amt Rodenberg der Grafschaft Schaumburg und war eingepfarrt nach Groß Nenndorf im Archidiakonat Apelern des Bistums Minden.
Mit der Gebietsreform in Niedersachsen wurde Waltringhausen am 1. März 1974 nach Bad Nenndorf eingemeindet.
Der alte Ortskern liegt unmittelbar nördlich der Trasse der Deisterbahn. In den 1960er Jahren wurden sowohl Baugebiete nach Norden entlang der Straße nach Riehe erschlossen, als auch ein Gewerbegebiet südlich der Bahntrasse bis zur Ortslage um die alte Forstwartei an der Bückethaler Landwehr. Seit 1970 gibt es Straßennamen in Waltringhausen.
Die Einwohnerzahl stieg von etwa 600 in den 1930er Jahren durch den Zuzug von Vertriebenen aus Ostdeutschland auf etwa 1250 im Jahr 1947. Waltringhausen hatte 1988 erstmals 1500 Einwohner, später sank die Zahl wieder auf etwa 1300.

## Sehenswürdigkeiten

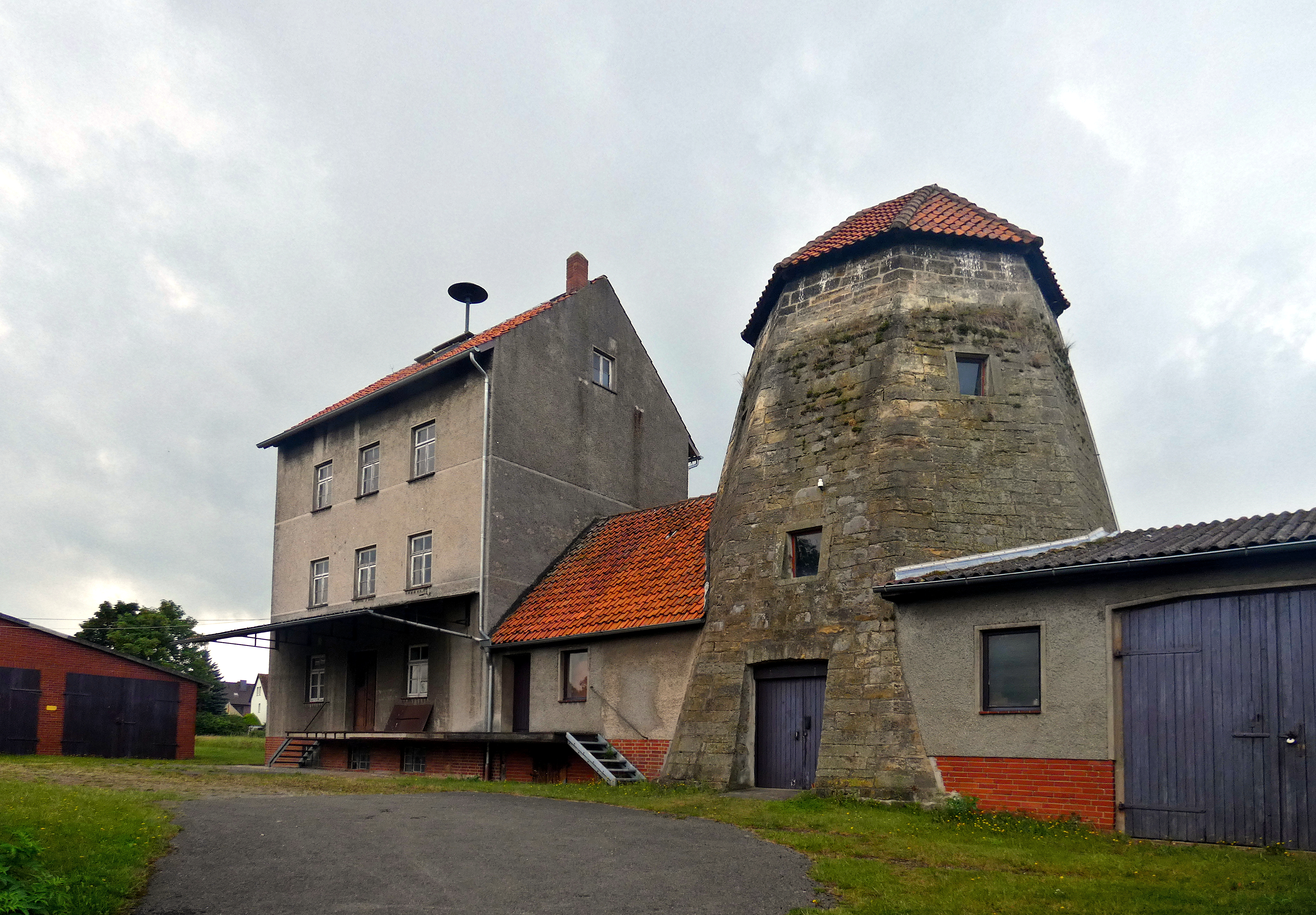
Waltringhausener Windmühle

- Die 1859 errichtete Waltringhausener Windmühle wurde bis in die 1940er Jahre mit Windkraft betrieben. Der Mahlbetrieb wurde 1970 in ein Nebengebäude verlegt und 1998 eingestellt.[4]
- Der 1976 errichtete Glockenturm auf dem Dorfplatz trägt die ehemals im Turm der Schule hängende Glocke. Die von den Sachsenhagener Glockengießer Altenburg für 115 Silberthaler gegossene, 2,5 Zentner schwere Glocke wurde 1841 von I. H. Dreyer in Linden umgegossen. Das Schulhaus wurde 1845/46 durch einen Neubau ersetzt. Der Schulbetrieb in Waltringhausen wurde 1970 eingestellt und die Schule 1974 abgerissen. Die Glocke wird dreimal täglich und zu besonderen Anlässen geläutet. Bis zum Bau der Friedhofskapelle 1967 diente die Glocke auch bei Sterbefällen als Totenglocke.[5]
- Im Jahr 2020 gab es in Waltringhausen eine denkmalgeschützte Hofanlage und vier weitere einzelne Bau- beziehungsweise Kulturdenkmale.[6]

## Vereine
- MTV Waltringhausen, 1908 gegründeter Sportverein. 1932/1933 Bezirksmeister im Großfeldhandball.[7]
- Dorfgemeinschaft Waltringhausen.[8]
- Theaterkiste Waltringhausen, seit 1992 bestehende Theatergruppe[9]

## Wirtschaft und Infrastruktur

### Unternehmen
Zu Waltringhausen gehört die Ortslage Bückethaler Landwehr. Hier stehen mehrere Supermärkte, ein Baumarkt und ein Einrichtungshaus.

### Verkehr
- Die Anschlussstelle „Bad Nenndorf“ der Bundesautobahn 2 liegt an der Grenze von Waltringhausen und dem Barsinghäuser Stadtteil Bantorf. Hier verläuft zudem die Bundesstraße 65.
- Die Deisterbahn trennt Waltringhausen und seine Ortslage Bückethaler Landwehr. Die nächstgelegenen Bahnstationen sind in Bad Nenndorf und Bantorf.

## Persönlichkeiten
- Christoph Steding (1903–1938), Historiker, geboren in Waltringhausen
- Martin Doernberg (1920–2013), Musiker, gestorben in Waltringhausen
- Lisa Kreißler (* 1983), Schriftstellerin, aufgewachsen in Waltringhausen[10]